# Saint-Patrice-du-Désert
Saint-Patrice-du-Désert is een gemeente in het Franse departement Orne (regio Normandië) en telt 188 inwoners (2005). De plaats maakt deel uit van het arrondissement Alençon.

## Geografie
De oppervlakte van Saint-Patrice-du-Désert bedraagt 21,4 km², de bevolkingsdichtheid is 8,8 inwoners per km².
De onderstaande kaart toont de ligging van Saint-Patrice-du-Désert met de belangrijkste infrastructuur en aangrenzende gemeenten.

## Demografie
Onderstaande figuur toont het verloop van het inwonertal (bron: INSEE-tellingen).